# Stockhausen (Familienname)
Stockhausen ist ein deutscher Familienname.

## Herkunft und Bedeutung
Stockhausen ist ein Herkunftsname für Personen, die aus einem Ort namens Stockhausen stammen.

## Namensträger
- Adam Stockhausen (* 1972), US-amerikanischer Szenenbildner und Artdirector
- Adolf Stockhausen, deutscher Rugbyspieler, Olympiateilnehmer 1900
- Alma von Stockhausen (1927–2020), deutsche Philosophin
- Anna von Stockhausen (* 1849), deutsche Schriftstellerin
- Arjan Stockhausen (* 1992), deutscher Künstler
- August von Stockhausen (1793–1861), deutscher Offizier und preußischer Kriegsminister
- Bodo Albrecht von Stockhausen (1810–1885), deutscher Diplomat und Musikliebhaber
- Carl von Stockhausen (1804–1889), deutscher Verwaltungsjurist und Regierungschef in Waldeck-Pyrmont
- Doris Stockhausen (1924–2023), deutsche Musikpädagogin und erste Ehefrau von Karlheinz Stockhausen
- Ella Jonas-Stockhausen (1883–1967), deutsche Pianistin und Musikpädagogin
- Emanuel Stockhausen (1865–1950), deutscher Schauspieler, in Berlin und Hamburg
- Ernst Friedrich von Stockhausen (1749–1815), Abgeordneter der Reichsstände des Königreichs Westphalen
- Friedemann von Stockhausen (* 1945), deutscher Maler, Fotograf und Hochschullehrer
- Hans Stockhausen (Industrieller) (1879–1951), deutscher Industrieller und Chemiker
- Hans Stockhausen (Mediziner) (1932–2021), deutscher Gynäkologe und Geburtshelfer
- Hans-Adalbert von Stockhausen (1874–1957), deutscher Gutsbesitzer, Generalmajor und Politiker, MdL Hessen-Nassau
- Hans Eckebrecht von Stockhausen (1854–1923), deutscher Rittergutsbesitzer und Politiker
- Hans-Gerrit von Stockhausen (1907–1943), deutscher Marineoffizier
- Hans Gottfried von Stockhausen (1920–2010), deutscher Glasmaler
- Hermann Stockhausen (1804–1852), Richter im Großherzogtum Hessen
- Horst Stockhausen (* 1944), deutscher Fußballspieler
- Johann Stockhausen (Orgelbauer), deutscher Orgelbauer aus Linz am Rhein
- Johann Stockhausen (Pilot) (1876–nach 1920), deutscher Pilot
- Johann Christoph Stockhausen (1725–1784), deutscher Pädagoge und Theologe
- Johann Friedrich Gustav von Stockhausen (1743–1804), deutscher Generalmajor
- Johann Gottfried von Stockhausen (1685–1759), königlich preußischer Oberst
- Johann Karl Friedrich Ludwig von Stockhausen (1775–1843), preußischer Generalleutnant, Hofmarschall des Prinzen Albrecht von Preußen
- Josef Stockhausen (1918–2006), deutscher Allgemeinarzt und ärztlicher Standespolitiker
- Josef Wilhelm Stockhausen († 1960), deutscher Architekt
- Juliana von Stockhausen (Juliana Gräfin von Gatterburg; 1899–1998), deutsche Schriftstellerin
- Julius Stockhausen (Musiker) (1826–1906), deutscher Musiker
- Julius Stockhausen (Industrieller) (1851–1920), deutscher Unternehmer und Chemiker
- Julius Franz von Stockhausen (1814–1881), deutscher Gutsbesitzer und preußischer Abgeordneter
- Karl von Stockhausen (1879–1955), deutscher Elektroingenieur und albanischer Politiker
- Karl Stockhausen (1928–2002), deutscher Politiker (CDU)
- Karl August von Stockhausen (1810–1866), großherzoglich-hessischer Generalmajor
- Karlheinz Stockhausen (1928–2007), deutscher Komponist
- Klemens von Stockhausen (1845–1895), deutscher Verwaltungsjurist und Richter
- Majella Stockhausen (* 1961), deutsche Konzertpianistin
- Manfred Stockhausen (* 1934), deutscher Chemiker und Hochschullehrer
- Margarethe Stockhausen (1803–1877), elsässische Sopranistin
- Markus Stockhausen (* 1957), deutscher Trompeter und Komponist
- Max von Stockhausen (1890–1971), deutscher Jurist und Regierungsbeamter
- Nathaniel Stockhausen, Botschafter des Königtums Hannover
- Otto Stockhausen (1878–1914), deutscher Ingenieur und Wasserbauinspektor
- Otto von Stockhausen (1912–1992), deutscher evangelisch-lutherischer Pastor
- Peter Stockhausen (1898–1961), deutscher Politiker, Oberbürgermeister von Bonn
- Reiner Stockhausen (* 1962), deutscher Spieleautor
- Rudolph Stockhausen (1821–1870), deutscher Landrichter und hessischer Abgeordneter
- Ruth Schmidt Stockhausen (1922–2014), deutsche Malerin, Grafikerin und Bildhauerin
- Simon Stockhausen (* 1967), deutscher Komponist
- Tilmann von Stockhausen (* 1965), deutscher Kunsthistoriker
- Wilhelm Stockhausen (1872–1951), deutscher Domkapellmeister
- Wilhelm-Hunold von Stockhausen (1892–1954), deutscher Generalleutnant im Zweiten Weltkrieg